# Gerardo Ingaramo
Gerardo Luis Ingaramo (San Cristóbal, Santa Fe, 12 de octubre de 1965 - Buenos Aires, Argentina, 6 de febrero de 2011) fue un abogado y político argentino perteneciente al PRO.

## Biografía
Realizó una maestría en Derecho empresarial en la Universidad Austral en 1994. Igaramo fue dueño de una empresa de colectivos línea 4 y 7 de la ciudad de Santa Fe fue denunciado junto a su empresa ante el INADI al despedir sin causa a la única mujer que trabaja en la empresa de transporte, desde hacía cinco años.
Se desempeñó como abogado en la Asociación de Cooperativas Argentinas[cita requerida] y en el Estudio Beccar Varela hasta que fundó su propio Estudio d en 2005. Murió el 6 de febrero de 2011, a los 45 años a causa de una descompensación cardíaca, tras padecer cáncer de pulmón.

## Actividad política
Fue candidato a legislador porteño por el PRO en 2007, obteniendo una banca con mandato hasta 2011. Su lugar fue pedido por el entonces aliado Rabino Bergman.
Se desempeñó desde 2010 como Presidente de la Comisión de Justicia de la Legislatura de la Ciudad de Buenos Aires, ese año fue coautor del proyecto de ley contra " motochorros impulsó la ley que preveía otorgar un subsidio de $50000 a ASDRA (Asociación de Síndrome de Down de la República Argentina), vetada por jefe de Gobierno, Mauricio Macri a través del decreto 50/12. Tuvo un fuerte cruce con los dirigentes radicales Marcelo Montero y Horacio Minotti, luego de que los calificó de “caraduras” por haber denunciado al Jefe de Gobierno, Mauricio Macri por estrago culposo a causa de las inundaciones que causaron 5 muertos en la ciudad.